# 星島體育會
星島體育會 (簡稱星島，英文：Sing Tao Sports Club)，於1939年由南洋富商胡文虎之子21歲的胡好創立，推廣各項體育活動,以足球為強項,籃球、游泳、排球、乒乓球各有出色表現。星島足球隊是一支前香港甲組足球聯賽球隊，在香港球壇曾經叱吒一時，由於球隊行軍迅速，故有「噴射機」之美譽，在「胡仙案」和主力球員涉賄的雙重打擊下，1999年8月星島足球隊宣布退出聯賽，黯然解散。
在最後一個球季(1998–99年)，星島贏得預備組聯賽冠軍。

## 歷史
南洋富商胡文虎於1938年在香港創立《星島日報》後，其子胡好其後於於1939年創立星島體育會。星島成立後，獲香港足球總會破例准許直接參加香港甲組足球聯賽。
在胡好雄厚財力支持下，星島向班霸南華高薪挖角，一口氣羅致門將張榮才，後衛李天生、麥紹漢、侯榕生，中場梁榮照、宋靈聖，前鋒鄧廣森、馮景祥、黎兆榮、葉北華等主力。球隊成軍後，於7月18日至9月8日到東南亞進行季前熱身賽，取得9勝3和2負成績。由於星島陣容強勁，1940–41年度球季，首次參賽便獲得甲組季軍。
1941-42年度球季，星島陣容更強，1941年12月8日早上，日軍開始向香港發動進攻，所有足球賽事宣告停頓，賽事腰斬前，星島以 10 戰得 16 分領先。這屆亦是二次世界大戰前，最後一屆本地甲組聯賽。
到了戰後第二屆聯賽，1946–47年度球季，星島更首次奪得甲組冠軍，這亦是星島史上唯一的一次甲組聯賽冠軍。同年，星島B隊亦奪得首屆乙組冠軍，星島包辦甲、乙組聯賽冠軍，成為一時佳話。1949年星島遠征歐洲，共比賽13場（其中9場在英國），獲得3勝10負的成績。
1962–63年度球季，星島成績欠佳，在12支甲組球隊中名列第11，首次降落乙組作賽。不過，翌年1963–64年度，星島便獲得乙組亞軍，立即成功回升甲組。
1967–68年度，至1969–70年度，星島曾連奪三屆甲組聯賽亞軍。
星島於1969年引入南韓中鋒許允正，比流浪班主畢特利引入蘇格蘭外援，更早起用外援，只是由於許允正表現平平，早已被人遺忘。
1972–73年年球季，星島在14支甲組球隊中名列第13，再次降落乙組作賽，之後一直在乙、丙組浮沉十多年。
到了1984–85年度球季，星島奪得丙組聯賽冠軍，升上乙組。事隔一年後，在1986–87年度，星島奪得乙組聯賽冠軍，取得升班資格，重返甲組作賽。1987–88年度，星島重返甲組首屆便獲得季軍。
| 余耀德 侯榕生 劉天申 劉松生 劉慶材 謝錦洪 馮坤勝 何應芬 馮景祥 黎兆榮 曹秋亭 |
| 1946/47年星島甲組冠軍主力陣容                                                |

| 張觀興 麥紹漢 譚江柏 鄧 森 鄭英權 譚振輝 黎仲賢 盧樹萍 譚煥章 鄧宜 李殿祺 |
| 1946/47年星島乙組冠軍主力陣容                                             |

資料來源：《工商日報》，1947年5月5日，第1張第4頁，「甲乙組聯賽壓軸戲 星島隊甲敗乙和」

## 遠征歐洲
星島體育會征英足球隊於1947年5月30日出發，大軍名單如下：
領隊：胡好；秘書：李翰淦；司庫：蘇國卿；顧問：黃家駿；副幹事：高山龍；
隊員：余耀德、朱兆恒、「猴子」侯榕生、莫錦松、劉天申、馮坤勝、「叉燒飯」劉松生、「龍駒」宋靈聖、「左腳王」許竟成、「拚命三郎」張金海、「東方馬菲士」何應芬、「花拳繡腿」朱永強、「二叔」馮景祥、「彈弓腳」鄒文治、「佛爺」黎兆榮、曹秋亭。
譚江柏及鄧廣森因參加省運會沒有隨隊。出征前一天星島總裁胡文虎在虎豹別墅設酒會歡送征英足球隊，到會尚有護督麥道高、兩廣外交特派員郭德華、輔政司杜德、華民政務司鶴健士、警察總監麥景陶、華人代表羅文錦、駐港英海軍司令鮑魏德中將、華商總會主席董仲偉、港紳周壽臣、東華醫院主席徐季良等。
赴英前先在南洋一帶作賽，25戰22勝1和2負，繼赴荷蘭兩戰均失利，轉戰英倫9戰2勝7負。

## 球會榮譽
| 榮譽            | 次數        | 年度                                                                    |             |             |             |
| 本 土 聯 賽     | 本 土 聯 賽 | 本 土 聯 賽                                                             | 本 土 聯 賽 | 本 土 聯 賽 | 本 土 聯 賽 |
| --------------- | ----------- | ----------------------------------------------------------------------- | ----------- | ----------- | ----------- |
| 甲組聯賽 冠軍   | 1           | 1946－47年                                                              |             |             |             |
| 乙組聯賽 冠軍   | 1           | 1946－47年（星島B隊）、1986－87年                                       |             |             |             |
| 丙組聯賽 冠軍   | 1           | 1984－85年                                                              |             |             |             |
| 預備組聯賽 冠軍 | 3           | 1958－59年、1961－62年、1998－99年                                      |             |             |             |
| 本 土 盃 賽     |             |                                                                         |             |             |             |
| 高級銀牌 冠軍   | 6           | 1946－47年、1947－48年、1951－52年、1966－67年、1969－70年、 1991－92年 |             |             |             |
| 金禧盃 冠軍     | 2           | 1965－66年、1966－67年                                                  |             |             |             |
| 總督盃 冠軍     | 2           | 1994－95年、1996－97年                                                  |             |             |             |
| 初級銀牌 冠軍   | 1           | 1979－80年                                                              |             |             |             |
| 初級總督盃 冠軍 | 2           | 1977－78年、1986－87年                                                  |             |             |             |

## 著名球員
本地球員
| - 馮景祥 - 張金海 - 侯榕生 - 許竟成 - 何應芬 - 黎兆榮 - 馮紀魂 - 何祥友 - 張子岱 - 鄭英權 - 譚江柏 - 張子慧 - 何容興 | - 霍柏寧 - 羅鏡泉 - 區永雄 - 袁權益 - 區彭年 - 鄧錦添 - 陳世九 - 黃耀信 - 曾廷輝 - 陳雲岳 - 廖俊輝 | - 曾偉忠 - 賴羅球 - 譚亞福 - 陳偉超 - 巴貝利 - 李偉文 - 陳子江 - 劉志遠 - 摩亞 |

外援球員
| - 許允正 - 波倫泰 - 加夫利 - 林俊 - 卡臣 - 馬錫菲 - 鶴治 - 梅亞 - 加連奴域 |

## 外部連結
- 香港足球總會 （页面存档备份，存于）
- 香港足球總會歷史 （页面存档备份，存于）